# Zeměbranecký pluk č. 8
Zeměbranecký pluk č. 8 (německy Landwehrinfanterieregiment Nr.8, Prag) byl součástí rakouské zeměbrany (1889–1918).

## Historie pluku
Zeměbrana byla součást vojska (armády), skládající se ze stálé armády odvedených branců, kteří jsou dnes označováni jako základní (prezenční) služba, a aktivních záložníků. V Rakousko-Uhersku byla zeměbrana rozdělena na rakouskou a uherskou.
Pluk vznikl sloučením 33. pražského, 28. českobudějovického, 46. táborského a 45. jindřichohradeckého praporu zeměbrany v roce 1889. Sídlo původního 33. praporu (asi tisíc mužů) bylo nejdříve v Břevnově, v budově U kaštanu v Bělohorské ulici č. 201 (od roku 1869), pak byl (již) pluk umístěn v nově vybudovaných kasárnách (1890-92) podle návrhu arch. Jindřicha Fialky na místě bývalého bastionu č. IX zrušeného pražského opevnění na Dlabačově č. 120/121 (Pohořelec). Tehdejší adresa byla: Landwehrinfanterieregiment Nr.8, Prag, Hradschin, Pohořelec 120. Stále v něm sloužilo asi 95 % Čechů a asi 5 % „ostatních“. Pluk byl doplňován především odvedenci z Prahy a okolí.
Na začátku první světové války měl tři prapory a patřil do sestavy 21. zeměbranecké divize Praha (velitel gen. Alois Podhajský), do níž patřily: 41. zeměbranecká pěší brigáda Plzeň (6. zeměbranecký pěší pluk Cheb, 7. zeměbranecký pěší pluk Plzeň), 2. zeměbranecká pěší brigáda Praha (8. zeměbranecký pěší pluk Praha, 28. zeměbranecký pěší pluk  Písek, 29. zeměbranecký pěší pluk České Budějovice) a 21. zeměbranecký houfnicový oddíl.
Nařízením z 21. března 1917 byly zeměbranecké pluky přejmenovány na střelecké, takže zeměbranecký pluk se dále uvádí jako střelecký (nebo i „střelecký pěší“) pluk č. 8 (Schutzenregiment Nr. 8). Začátkem listopadu 1918 byl pluk přemístěn ze Salcburku do Prahy (částečně na Pohořelec a také do Černínských kasáren).

## Velitelé pluku
- plk. Albert Welley do 16. 8. 1914
- pplk. Vilhelm Pulz do 1. 8. 1915

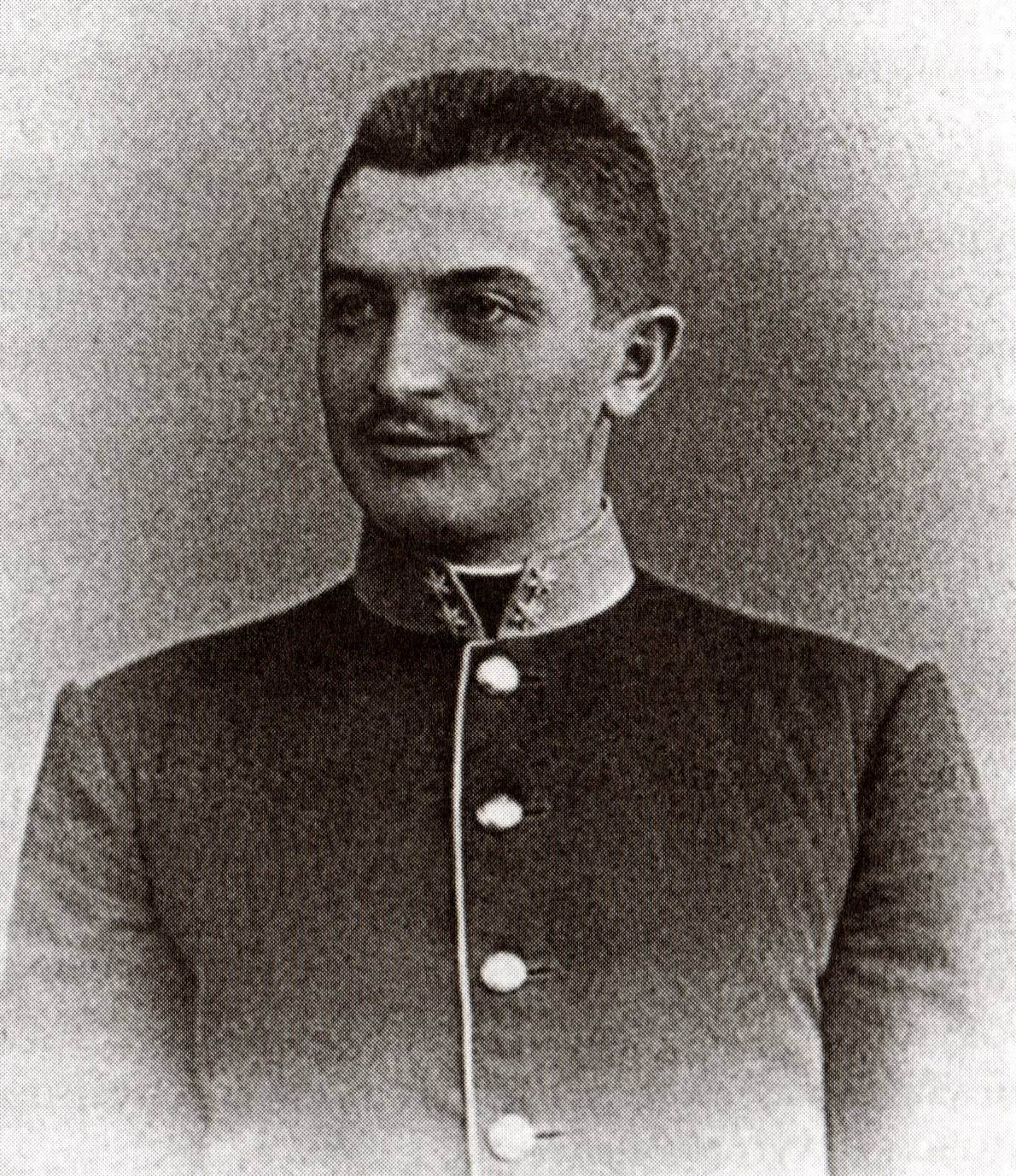
Gen. Alois Podhajský, velitel 21. zeměbranecké divize

- plk. Julius Biborosch do 31. 1. 1916
- plk. Vilhelm Pulz do 22. 3. 1917
- plk. Jakub Zdeněk do 25. 10. 1917
- pplk. Karel Staral

Velitelé náhradního praporu v Salcburku
- pplk. Jakub Zdeněk od 1.6. 1916 do 7. 3. 1917
- plk. Opletal od 8. 3. 1917

## Pluk během první světové války
V červenci 1914 pluk odvelen na srbskou frontu. Začátkem roku 1915 byl pluk nasazen v Karpatech proti postupujícím Rusům, dále pak v Haliči (dnešním Polsku) do konce roku 1915. Po celý rok 1916 byl pluk nasazen na východní frontě v Rusku.
Od června 1917 byl pluk nasazen do bojů na italské frontě (11. bitva na Soči), dvakrát stažen na zotavenou po katastrofálních ztrátách. Během roku 1918 byl pluk na tyrolské frontě.